# Solitudes
Pour les articles homonymes, voir Solitude (homonymie).

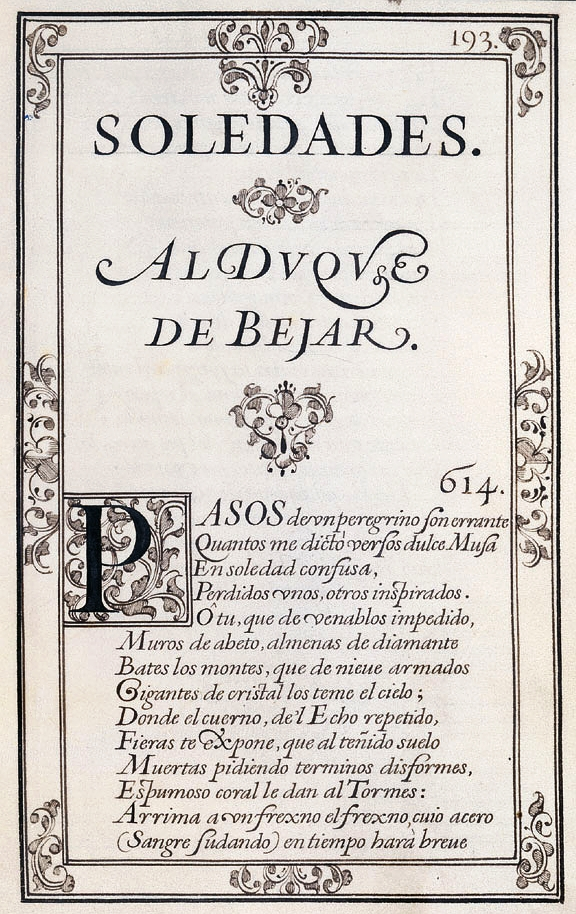
Première page des Solitudes (Soledades, l. I, p. 193) dans le manuscrit Chacón.

Solitudes (Soledades) est un poème de Luis de Góngora, composé en 1613, en strophes de vers hendécasyllabes et heptasyllabes.

## Composition
Le poème est né comme un projet divisé en quatre parties qui allaient s'appeler « solitude des champs », « solitude des rivages », « solitude des forêts » et « solitude du désert ». De ce poème ambitieux, Góngora n'écrivit que la lettre de dédicace au duc de Béjar, et les deux premières solitudes, la deuxième étant inachevée.
C'était la première fois qu'on assignait un poème aussi long au genre lyrique, car le poème ne possède ni développement narratif, ni descriptif.

## Thèmes
Le sujet de la « Première Solitude » tient en peu de mots : un jeune naufragé échoue sur la plage d'une île et des chevriers le recueillent. Avec ce maigre argument, inspiré par l'épisode de Nausicaa dans l'Odyssée, Góngora s'attache à dépeindre minutieusement une description de la nature, truffée d'allusions mythologiques et de métaphores filées, dans l'intention de louer les sens et de trouver la beauté dans chacun des objets sur lesquels s'arrête sa plume. 
Quant aux thèmes, des études récentes ont éclairé le prétendu vide de contenu de l'œuvre gongorine. Il s'agit d'offrir le meilleur exemple du topos du "mépris de la cour et de l'éloge de la campagne", où la nature pure de toute corruption s'oppose au vacarme mondain des courtisans et des commerçants. Pour ce faire, il décrit des paysages d'Arcadie, dans une ligne d'inspiration néo-platonicienne, où les objets sont splendides et la vie, une complète retraite.

## Réception
Dès leur composition, les Solitudes ont fait naître un grand débat en raison de la complexité de leur ornement et de la profusion d'allusions mythologiques et érudites. Elles furent attaquées par le comte de Salinas et par Juan de Jáuregui (qui écrivit un Antidote contre les Solitudes et un Exemple poétique, bien qu'il professât une doctrine proche de celle de Góngora). Elles furent défendues par d'autres intellectuels comme Salcedo Coronel, José Pellicer, Francisco Fernández de Córdoba (Abbé de Rute), le comte de Villamediana, Gabriel Bocángel et, de l'autre côté de l'Atlantique, Juan de Espinosa Medrano et Sor Juana Inés de la Cruz.

## Postérité
Cette œuvre est le sommet du gongorisme, les Parnassiens et les Symbolistes français la revendiquèrent et la louèrent, ainsi que la Génération de 27, qui rendit hommage mérité en 1927 à Góngora pour le tricentenaire de sa mort, événement qui donna son nom à cette génération de poètes.
Óscar Esplá a composé une musique sur les textes des Solitudes, pour soprano et piano ou orchestre pour l'anniversaire de la mort de Góngora en 1927.